# Buffalo (Kentucky)
Buffalo – jednostka osadnicza w Stanach Zjednoczonych, w stanie Kentucky, w hrabstwie LaRue.